# Asterotrochammina
Asterotrochammina es un género de foraminífero bentónico de la subfamilia Asterotrochammininae, de la familia Remaneicidae, de la superfamilia Trochamminoidea, del suborden Trochamminina, y del orden Trochamminida. Su especie tipo es Asterotrochammina delicatula. Su rango cronoestratigráfico abarca el Holoceno.

## Discusión
Clasificaciones previas incluían Asterotrochammina en el suborden Textulariina del orden Textulariida. Otras clasificaciones lo han incluido en el orden Lituolida.

## Clasificación
Asterotrochammina incluye a las siguientes especies:
- Asterotrochammina aspera
- Asterotrochammina camposi
- Asterotrochammina delicatula
- Asterotrochammina sinuosa
- Asterotrochammina triloba